# کلرمن ۲۳۲۷۰
سیارک ۲۳۲۷۰ (به انگلیسی: 23270 Kellerman، نامگذاری:2000YN62) بیست و سه هزار و دویست و هفتادمین سیارک کشف شده‌است که در ۳۰ دسامبر ۲۰۰۰ کشف شد.
قدر مطلق سیارک برابر ۱۰.۷ است.